# Цифровой слуховой аппарат
Цифровой слуховой аппарат (русская аббревиатура — ЦСА) — это компактное звукоусиливающее устройство для помощи людям с нарушениями слуха.
Подобно аналоговым слуховым аппаратам, ЦСА имеет микрофон для улавливания внешних звуков и кодирования их в цифровую форму, микропроцессор (усиливающий и обрабатывающий цифровой сигнал), миниатюрный громкоговоритель, транслирующий звук непосредственно в слуховой канал и элемент питания (аккумулятор). Все компоненты заключены в пластиковый корпус..
По форме корпуса слуховые аппараты делятся на:
- заушные;
- заушные «мини»;
- внутриушные;
- внутриканальные;
- имплантируемые;
- на базе смартфонов/планшетов с программным приложением «слуховой аппарат».

Заушный ЦСА крепится за ухом. Внутриушные модели располагаются непосредственно на входе в слуховой канал — как правило, они изготавливаются индивидуально. Внутриканальные и имплантируемые ЦСА полностью скрываются внутри слухового канала и отличаются незаметностью при ношении.
Несмотря на конструктивное сходство, работа ЦСА и аналоговых слуховых аппаратов принципиально отличается (см. ниже).

## Отличия цифровых слуховых аппаратов от аналоговых
Аналоговый слуховой аппарат усиливает (делает громче) все принимаемые микрофоном звуки. Например речь и внешний шум будут усилены совместно. Работа ЦСА принципиально отличается цифровой обработкой звука. Прежде чем транслировать звук, который услышит из динамика пользователь, микропроцессор ЦСА обрабатывает принятый микрофоном и оцифрованный сигнал в соответствие со сложным математическим алгоритмом. Это позволяет с одной стороны усиливать звуки определённой частоты — в соответствие с индивидуальной настройкой пользователя (обусловленной личной аудиограммой). А с другой — автоматически подстраивать работу цифрового слухового аппарата к различным внешним условиям (шумной улице, тихой комнате, концертном зале и т. п.).
Для пользователя с той или иной степенью нарушения слуха затруднительно воспринимать весь частотный диапазон внешних звуков. ЦСА с многоканальной цифровой обработкой позволяет «скомпоновать» выходной сигнал, «уместив» в него весь спектр частот входного сигнала. Это даёт возможность пользователю с ограниченным слухом воспринимать всю гамму окружающих звуков, несмотря на личные затруднения восприятия определённых частот. Более того, даже в этом «узком» диапазоне микропроцессор ЦСА способен подчеркнуть желаемые звуки (к примеру, речь), ослабляя нежелательные — громкие, резкие и т. п.
Обработка сигнала осуществляется микропроцессором в режиме реального времени — также с учётом индивидуальных предпочтений пользователя (например, увеличение басов для лучшего восприятия речи в шумной обстановке, или избирательное усиление высоких частот для людей с ослабленной чувствительностью этого диапазона). Микропроцессор автоматически анализирует картину внешнего звукового фона, адаптируя обработку сигнала к конкретным условиям (а также при её изменении, к примеру, выходу из помещения на улицу).

## Преимущества
Согласно исследованиям ЦСА (в сравнении с аналоговыми слуховыми аппаратами) имеют ряд существенных преимуществ:
- За счёт цифровой обработки сигнала достигается ослабление шума и выделение речевого сигнала из общего спектра звуков для облегчения восприятия речи.
- Уменьшение уровня фоновых шумов, что увеличивает комфорт пользователя (особенно в шумных местах, например, на улице).
- Гибкость в настройке — возможность избирательного усиления тех или иных частот под индивидуальные требования пользователя (в соответствии с личными особенностями дефекта слуха).
- Эффективное подавление акустической обратной связи[6].
- Возможность использования направленных микрофонов (что значительно облегчает восприятие звука в определённой обстановке — к примеру, при разговоре лицом к лицу, или прослушивании удалённого лектора).
- Расширенный частотный диапазон (возможность слышать значительную гамму звуков).
- Возможность «самообучающейся» адаптивной настройки, облегчающей применение аппарата для ряда пользователей.
- Возможность подключения устройств (телефона, смартфона и пр.).
- В целом, максимальная очистка звука, транслируемого пользователю.

Указанные преимущества ЦСА подтверждаются целым рядом исследований,,, относящихся к сравнительному анализу цифровых слуховых аппаратов второго и первого поколения, и аналоговых слуховых аппаратов.

## История
Историю развития ЦСА условно можно разделить на три этапа. Первый этап — широкое применение компьютерного моделирования для анализа систем и алгоритмов обработки звука. Работа велась при помощи «больших» ЭВМ того времени. Которые, хотя и не могли претендовать на роль полноценных слуховых аппаратов (не хватало быстродействия для обработки звука в реальном времени — не говоря о размерах). Однако с их помощью осуществлялась успешное изучение различных аппаратных схем и алгоритмов обработки звуковых сигналов. Так, программный комплекс BLODI (акроним от Блок Компилируемых Диаграмм), разработанный Келли, Локбаумом и Высоцким в 1961 году позволял моделировать любую аудиосистему, представленную в виде блок-схемы. С его помощью был создан специальный телефон для пользователей с ослабленным слухом. А уже в 1967 году Гарри Левит использовал BLODI для имитации слухового аппарата на цифровой ЭВМ.
Спустя почти десять лет был сделан второй шаг — создание «квазицифрового» слухового аппарата, в котором аналоговые компоненты и цифровой программируемый модуль были объединены в единый компактный корпус. В таком аппарате цифровой контроллер не только управлял аналоговыми компонентами (усилителем, фильтром и ограничителем сигнала), но и сам мог быть запрограммирован — всё так же, с помощью подключения внешнего компьютера (в лабораторных условиях — при медицинском назначении слухового аппарата).
Концепция квазицифрового аппарата оказалась весьма удачной с практической точки зрения — из-за низкого потребления энергии и компактных размеров. На тот момент технология маломощных аналоговых усилителей была развита очень хорошо — в отличие от полупроводниковых микросхем, необходимых для «настоящего» цифрового аппарата. Сочетание высокой эффективности аналоговых компонентов и возможностей обработки сигнала цифровым модулем привела к созданию удачных серийных изделий.
Слуховой аппарат такого типа был разработан компанией Etymonic Design. А чуть позже Мангольд и Лейн создали программируемый многоканальный слуховой аппарат. Аналогичный подход применили Similarly, Graupe с соавторами для разработки адаптивного шумоподавляющего фильтра на монокристалле. Этот сравнительно небольшой чип обладал низким энергопотреблением и умещался в корпусе обычного заушного или внутриканального слухового аппарата.
Третий этап развития — появление «настоящих» цифровых слуховых аппаратов. В ЦСА все этапы обработки звука осуществляются в двоичной форме. Для этого внешний звук с микрофона сперва преобразуется в двоичный код, а после обработки осуществляется обратное преобразование (в аналоговую форму сигнала, транслируемого ушным динамиком в виде звука). Первыми «настоящими» ЦСА были модели, разработанные Граупом в 1970 году на базе 8080 микропроцессора, который заменял собой аналоговые компоненты (усилитель, ограничитель и фильтры). Возможности программируемого процессора делали аппарат самонастраивающимся, открывая перспективы для использования передовых методов обработки сигнала, снижения уровня шумов и т. п. Хотя 8080-й процессор был сравнительно медленный и отличался большим размером.
Дальнейшее развитие ЦСА связано с появлением микропроцессоров с параллельной обработкой массивов данных. В результате значительного сокращения продолжительности расчётов появилась возможность вести обработку аудиосигнала в режиме реального времени. Малый размер микрочипов (по состоянию на 1987 г.) позволил создать на их базе компактные слуховые аппараты, не превышающие по габаритам своих аналоговых «предшественников». Однако для внутриканальных моделей ЦСА эти процессоры были ещё недостаточно компактными. Во всём остальном, «полноценный» ЦСА этого периода очень похож на современные модели.

## Основные производители
Цифровые слуховые аппараты выпускаются различными производителями, включая признанных лидеров рынка электроники. В их числе Siemens (Германия), Oticon (Дания), Bernafon (Швейцария), GN ReSound (Дания), Widex (Дания), Unitron (Канада) и другие. Швейцарская компания Phonak известна своими компактными внутриушнми аппаратами, максимально адаптированными к индивидуальным особенностям пользователя и отличающимися высоким удобством.
Технологии производства цифровых слуховых аппаратов постоянно совершенствуются. Крупные компании регулярно внедряют конструктивные новинки, поэтому очень сложно судить об однозначных лидерах рынка. В основном, современные тенденции развития ЦСА направлены на:
- создание водонепроницаемых аппаратов;
- миниатюризацию и облегчение внутриушных моделей;
- внедрение нетривиальных решений (к примеру, в моделях Alera фирмы ReSound выносной микрофон располагается в ушной раковине, для реализации естественной способности человека к фокусировке и усилению звука);
- совершенствование электроники и алгоритмов обработки звука.

В качестве альтернативы зарубежным моделям можно рассматривать цифровые слуховые аппараты российских производителей: ООО Слуховые аппараты и техника, Медсервис, ОАО Завод слуховых аппаратов «Ритм», Соната, Исток-Аудио, Видекс и др. Цена аппаратов отечественного производства, как правило, ниже зарубежных аналогов.

## Отличие PSAP от цифровых слуховых аппаратов
Personal Sound Amplification Products (сокращённо PSAP) классифицируются FDA как «личные устройства звукоусиления». Эти компактные электронные устройства предназначены для людей без нарушений слуха. В отличие от слуховых аппаратов (которые FDA классифицирует как устройства для компенсации нарушений слуха) использование PSAP не требует медицинского предписания. Подобные устройства применяются охотниками, натуралистами (для аудионаблюдения за животными, птицами), обычными людьми (к примеру, для усиления звука телевизора в тихой комнате) и т. п.
Различные модели PSAP значительно отличаются по цене и функциональным возможностям. Некоторые устройства просто усиливают звук. Другие содержат направленные микрофоны, эквалайзеры для настройки усиления аудиосигнала и фильтрации шумов. Среди наиболее известных производителей PSAP компании Soundhawk, Etymotic, Advanced Bionics и др.

## Приложение «слуховой аппарат» для смартфонов/планшетов
Имеются компьютерные программы, позволяющие создать слуховой аппарат на базе ПК, планшета или смартфона. Для реализации этого, современные мобильные устройства имеют все необходимые компоненты: аппаратную часть (могут использоваться обычный микрофон и наушники) и высокопроизводительный микропроцессор, осуществляющий цифровую обработку звука по заданному алгоритму.

## Интересные факты
- На сегодняшний день почти 100 % носимых в США слуховых аппаратов — цифровые;[18]
- Исследование более 40 000 домохозяйств США показали убедительную корреляцию между степенью потери слуха и снижением личных доходов. Это же исследование продемонстрировало почти 100 % смягчение выявленной тенденции при использовании ЦСА.[19]